# José María Cervera Lloret
José María Cervera Lloret (Alborache, 13 maart 1910 – Picassent, 2 juni 2002) was een Spaans componist, muziekpedagoog en dirigent.

## Levensloop
Cervera Lloret studeerde compositie, contrapunt, fuga en muziektheorie aan het Conservatorio Superior de Música "Joaquin Rodrigo" te Valencia onder andere bij José Manuel Izquierdo Romeu, Heinz Hunger en vooral Pedro Sosa López.
Tijdens de Spaanse Burgeroorlog was hij dirigent van de Banda Militar de la República. Hij werd bestuurslid van de "Nationale federatie van dirigenten van civiele harmonieorkesten (Cuerpo de Nacional de Directores de Bandas de Música Civiles)", was directeur van het "Instituto Musical Giner de Valencia" en adviseur van de "Federación de Sociedades Musicales de la Comunidad Valenciana".
Hij was professor voor compositie en harmonie aan het Conservatorio Superior de Música de Valencia. Verder was hij dirigent van verschillende bekende bandas (harmonieorkesten), zoals van 1940 tot 1948 de Banda de Música Centro Musical Paternense, van 1950 tot 1951 de Societat Musical Santa Cecília de Macastre, van 1952 tot 1954 Ateneo Musical y Enseñanza "Banda Primitiva" de Llíria, van het Centro Artîstico Musical de Moncada, het Banda Sinfónica del "Ateneo Musical" de Cullera alsook het Societat Musical Santa Cecilia d'Alcàsser en de Banda Sinfónica del Centro Instructivo Musical "La Armónica" de Buñol.
Met zijn composities won hij talrijke prijzen en onderscheidingen, onder andere Premi Ciutat de Barcelona in 1969, Ciudad de Murcia in 1970 en Maestro Villa de Madrid 1985.

## Composities

### Werken voor orkest
- Obertura Clásica (bekroond met Premio Maestro Villa de Madrid in 1984) (ook voor harmonieorkest)
- Alborache, hymne mars
- Dios hecho niño, voor gemengd koor en orkest
- Himno a santa Cecilia

### Werken voor banda (harmonieorkest)
- 1969 El redentor, oratorium voor harmonieorkest (bekroond met de Premi Ciutat de Barcelona)
- 1970 Paisaje Levantino, symfonische gedicht (bekroond met de Ciudad de Murcia in 1970)
  1. Lento
  2. Allegro
  3. Andante
  4. Menos
  5. Poco Mas
- Marchas militares nº 1, 2, 3 en 4
- Blaky, paso-doble
- Canto gnóstico
- Lapicero
- Ricercare

### Muziektheater

#### Zarzuelas
| Voltooid in | titel         | aktes | première | libretto |
| ----------- | ------------- | ----- | -------- | -------- |
|             | Los segadores |       |          |          |

### Werken voor koor
- La Barquilla
- Tantum Ergo, voor gemengd koor

### Kamermuziek
- Minueto en La mayor (A groot), voor strijkkwintet
- Romanza, voor contrabas en piano

### Werken voor orgel
- Preludio y Fuga en Do menor (c klein)

### Werken voor piano
- Sonata